# Propostira
Propostira là một chi nhện trong họ Theridiidae.